# Aeroportul Internațional Winnipeg James Armstrong Richardson
Aeroportul Internațional Winnipeg James Armstrong Richardson (IATA: YWG, ICAO: CYWG) este un aeroport din Winnipeg, Winnipeg Metropolitan Region⁠(d), Manitoba, Canada ce deservește zona Winnipeg. Aeroportul a fost tranzitat în 2023 de 4.094.793 de pasageri. A fost deschis în 1928 și numit după James Armstrong Richardson, Sr.⁠(d).
Situat la o altitudine de 225 m, aeroportul dispune de 2 piste. Este operat de Transport Canada⁠(d).

## Infrastructură

### Piste
Aeroportul dispune de 2 piste. Pista 13/31 are suprafața de asfalt și dimensiunile 2.695 m × 60 m. Pista 18/36 are suprafața de asfalt și dimensiunile 3.353 m × 60 m. 